# Geerto Snijder
Geerto Aeilko Sebo Snijder (Winterswijk, 25 juni 1896 - Duitsland, 6 oktober 1992) was een Nederlands archeoloog en nationaalsocialistisch ambtenaar.

## Jeugd- en vormingsjaren
Na zijn lagereschooltijd in Winterswijk te hebben doorgebracht, doorliep Geerto Snijder het Utrechts Stedelijk Gymnasium. Hij bleek de knapste jongen van zijn klas. Een van zijn klasgenoten daar was Tobie Goedewaagen, die hij later weer zou tegenkomen, toen zij beiden in het nationaalsocialistische bestuur belandden. In 1914 ving hij zijn studie Klassieke Talen aan, die hij in 1920 cum laude zou afsluiten met een in het Latijn gestelde dissertatie, De forma matris cum infante sedentis apud antiquos. Vlak voor en na zijn promotie maakte Snijder studiereizen naar Berlijn en Wenen. Hij deed er vele Duitse vrienden op. In 1922 trouwde hij met een Duitse fabrikantendochter. Dit huwelijk zal zijn hang naar Duitsland versterkt hebben. Vanaf 1928 raakt Snijder betrokken bij de Nederlandsch-Duitse Vereeniging, waar hij zich jaren achtereen inzette voor verbetering van de betrekkingen tussen beide landen.

## Wetenschapper
In 1928 werd Snijder benoemd tot buitengewoon hoogleraar in de archeologie aan de Universiteit van Amsterdam. Zijn wellicht grootste prestatie was de totstandkoming van het Allard Pierson Museum, dat in november 1934 werd geopend. Zijn bemoeienissen met dit museum hadden Snijder in binnen- en buitenland grote waardering gebracht. Zijn wetenschappelijk onderzoekswerk en zijn vele publicaties vielen een goede ontvangst ten deel. Voor 1940 was Snijder een in binnen- en buitenland zeer gerespecteerd geleerde. Een Brits contact van belang was de archeoloog A.W. Lawrence (1900-1991), hoogleraar in Cambridge, auteur van een reeks standaardwerken over klassieke beeldhouwkunst en architectuur, en broer annex literair executeur van de archeoloog en guerrillaleider T.E. Lawrence (Lawrence of Arabia) (1888-1935). In de laatste jaren voor de Tweede Wereldoorlog kwam Snijders wetenschappelijke werk steeds meer op de tweede plaats in vergelijking met zijn ijveren voor de nieuwe Duitse nationaalsocialistische orde. Snijders zeer positieve visie op Duitsland was namelijk sterk beïnvloed door de ontwikkelingen aan onze Oostgrens. Dit viel ook op in Duitsland zelf. In 1937 ontving hij daar de Goethe-medaille voor Kunsten en Wetenschappen voor zijn archeologische prestaties. In 1938 ontving hij uit de handen van Hitler zelf het Kruis van Verdienste van de Orde van de Duitse Adelaar erster Stufe. In die jaren heeft Snijder besloten om, waar hij maar kon, zijn bijdrage te leveren aan de uiteindelijke overwinning van het nationaalsocialistische Duitsland.

## De Tweede Wereldoorlog

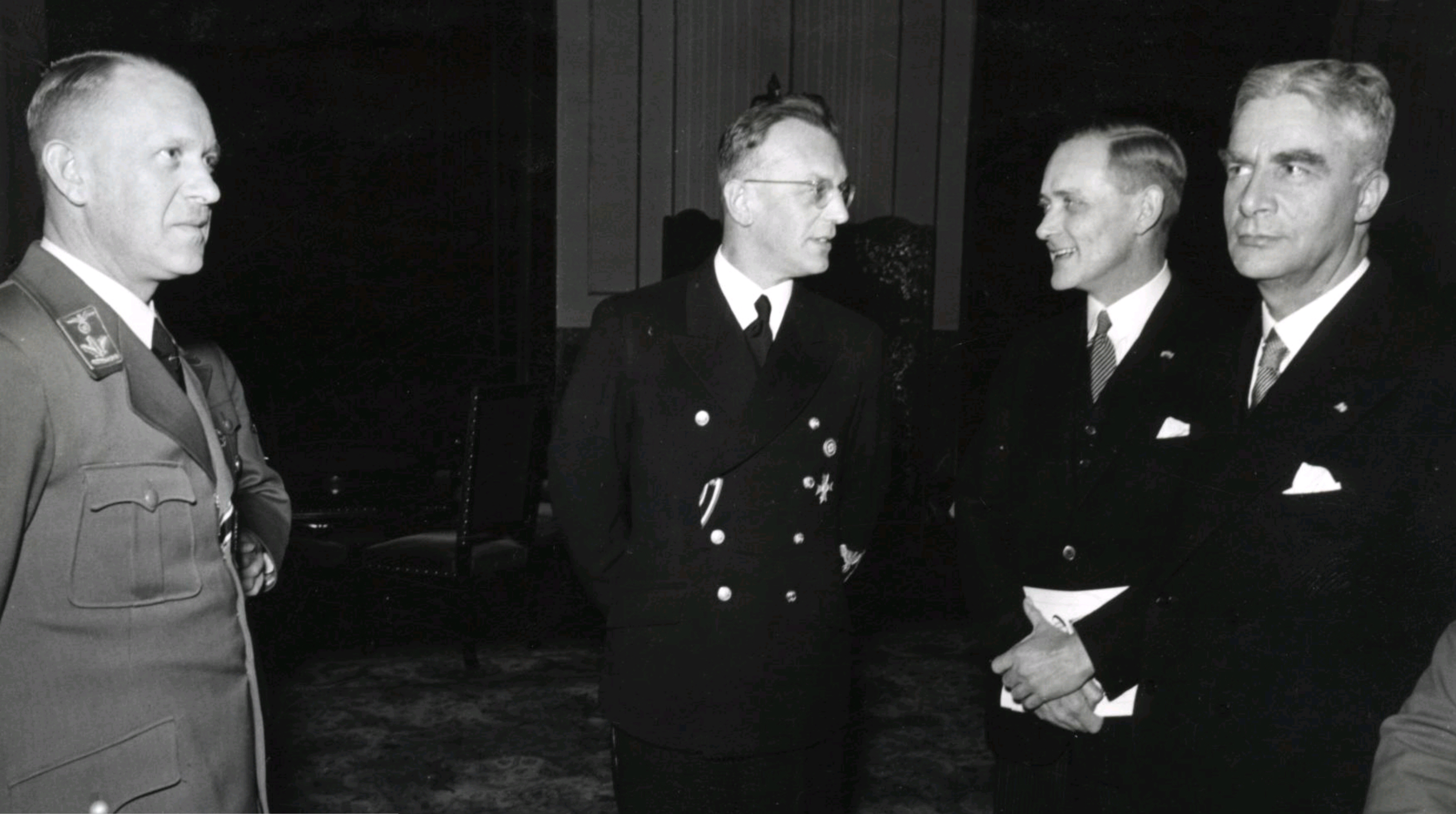
V.l.n.r.: Seidel, Seyss-Inquart, Snijder en Voûte (1941)

Al direct na de capitulatie op 14 mei 1940 werd Snijder een actieve collaborateur. Naar eigen zeggen deed hij dat vanuit zijn wens om Nederland een eigen plaats te kunnen geven in het in zijn ogen onontkoombare Duitse nationaalsocialistische Europa. Op verzoek van Seyss-Inquart had Snijder zich belast met de oprichting van de Nederlandse Kultuurraad. De Nederlandsche Kultuurraad werd officieel geïnstalleerd op 11 februari 1942 in de kunstenaarssociëteit Pulchri Studio in Den Haag.
De twee doelstellingen ervan waren:
1. samenwerking met Duitsland op cultureel vlak;
2. de zorg voor een zelfstandig Nederlands cultuurleven.

Ook werkte Snijder mee aan de oprichting in februari 1941 van de Nederlandsche Duitsche Kultuurgemeenschap. Mussert sprak zich al snel uit tegen beide gremia, beducht als hij was voor een te sterke Duitse invloed op beide velden. In november 1940, vlak na de oprichting ervan, had Snijder zich aangemeld als lid van de Nederlandse SS. Pas vele maanden later, in juli 1941 meldde hij zich aan als lid van de Nationaal-Socialistische Beweging (NSB).
In november 1940 wees Snijder een Duits aanbod van de hand om secretaris-generaal te worden van het nieuwe Departement van Opvoeding, Wetenschap en Kultuurbescherming. Hij suggereerde in zijn plaats Jan van Dam, die de functie inderdaad accepteerde. In dat eerste jaar van de bezetting is Snijder vooral betrokken geweest bij diverse pogingen om cultureel hooggeplaatste Nederlanders te winnen voor de nationaalsocialistische idee van de nieuwe orde. In het verlengde daarvan moeten zijn activiteiten voor de Nederlandsche Kultuurraad, waarvan Snijder de president was, worden gezien. Deze raad vergaderde op 3 december 1941 voor de eerste keer. Hij functioneerde volgens het zogenaamde Führerprinzip, waarbij de raadspresident alle besluiten nam. Deze Kultuurraad was qua bevoegdheid gelijkgesteld aan een ministerie en hij had tot taak het Nederlandse culturele leven gade te slaan, met adviezen te ondersteunen en door initiatieven op te wekken. De werkgebieden van de raad waren: beeldende kunst, bouwkunst, kunstnijverheid, muziek, letterkunde, theater, dans, film, omroep, wetenschappelijk onderzoek, Volkstumspflege, monumentenzorg, natuurbescherming, museumwezen en heemkunde. De raad kon alle departementen ongevraagd van advies dienen en de departementen waren gehouden deze adviezen serieus te overwegen. Hoewel de raad in theorie dus een invloedrijk orgaan was, is er in de praktijk vrijwel niets op initiatief van de raad tot stand gekomen. In 1943 werd Snijder ook voorzitter van de Volksche Werkgemeenschap. Dit was een soort mantelorganisatie van de Nederlandsche SS en zij had tot doel de gemeenschappelijke afkomst en erfgoed van het Nederlandse en het Duitse volk te bestuderen. Later veranderde haar nam in Germaansche Werkgemeenschap Nederland. Ook in deze functie heeft Snijder niets blijvends tot stand gebracht.

## Na de oorlog
Eind april 1945 werd Snijder gearresteerd in Boekelo. Pas vier jaar later werd hij berecht, waarbij hij werd veroordeeld tot een gevangenisstraf van 12 jaar. Hij had A.W. Lawrence gevraagd een ontlastende verklaring voor hem te schrijven, maar Lawrence weigerde. In 1953 werd hij vervroegd in vrijheid gesteld. Spoedig daarop is hij met zijn gezin vertrokken naar Duitsland, waar hij in 1992 op 96-jarige leeftijd is overleden, nadat nog een tiental boekpublicaties van zijn hand het licht hadden gezien.